# Terapia de energía
La terapia sobre la base de la energía es una rama de la medicina alternativa basada en la creencia pseudocientífica de que los curanderos pueden canalizar la energía curativa hacia un paciente y lograr resultados positivos. Los practicantes usan una serie de nombres que incluyen varios sinónimos de medicina (p. ej., curación energética) y, a veces, usan la palabra vibratoria en lugar de o en conjunto con energía. La terapia de energía es uno de los cinco tipos de medicina alternativa según la NCCAM.
Los profesionales pueden clasificar la práctica como "con las manos", sin manos y a distancia (o ausente) cuando el paciente y el sanador se encuentran en diferentes lugares.
Existen muchas escuelas de sanación energética que utilizan muchos nombres: por ejemplo, sanación energética de biocampo, sanación espiritual, sanación por contacto, sanación a distancia, toque terapéutico, Reiki o Qigong. La curación espiritual ocurre principalmente entre los practicantes que no ven la fe religiosa tradicional como un requisito previo para efectuar curaciones. La curación por fe, por el contrario, tiene lugar dentro de un contexto religioso tradicional o no confesional, como ocurre con algunos tele-evangelistas.
Si bien las primeras revisiones de la literatura científica sobre la curación energética fueron ambiguas y recomendaron más investigación, revisiones más recientes han concluido que no hay evidencia que respalde la eficacia clínica. La base teórica de la curación ha sido criticada como inverosímil, las investigaciones y revisiones que apoyan la medicina energética han fallado por contener fallas metodológicas y sesgo de selección, y se ha determinado que los resultados terapéuticos positivos son el resultado de mecanismos psicológicos conocidos.
Edzard Ernst, ex profesor de medicina alternativa y complementaria en la Universidad de Exeter, ha dicho que "la curación continúa siendo promovida a pesar de la ausencia de plausibilidad biológica o evidencia clínica convincente ... de que estos métodos funcionan terapéuticamente y hay mucho para demostrar que no lo hacen". Se sabe que algunas afirmaciones de quienes suministran dispositivos de "medicina energética" son fraudulentas y sus prácticas de marketing han generado acciones de aplicación de la ley en los EE. UU.

## Historia
La historia registra la asociación o explotación repetida de invenciones científicas por parte de individuos que afirman que la ciencia recién descubierta podría ayudar a las personas a sanar. En el siglo XIX, la electricidad y el magnetismo estaban en las "zonas fronterizas" de la ciencia y la charlatanería eléctrica se generalizó. Estos conceptos continúan inspirando a los escritores del movimiento New Age. A principios del siglo XX, las declaraciones de propiedades saludables de los materiales radioactivos ponían en riesgo vidas, y recientemente la mecánica cuántica y la teoría de la gran unificación han brindado oportunidades similares para la explotación comercial. En todo el mundo se utilizan miles de dispositivos que afirman curarse a través de energía putativa o verdadera. Muchos de ellos son ilegales o peligrosos y se comercializan con afirmaciones falsas o no comprobadas. Varios de estos dispositivos han sido prohibidos. La dependencia de la curación espiritual y energética se asocia con daños graves o la muerte cuando los pacientes retrasan o renuncian al tratamiento médico.

## Clasificación
El término "medicina energética" ha sido de uso general desde la fundación de la Sociedad Internacional para el Estudio de las Energías Sutiles y la Medicina Energética en la década de 1980. Las guías están disponibles para los profesionales y otros libros tienen como objetivo proporcionar una base teórica y evidencia para la práctica. La medicina energética a menudo propone que los desequilibrios en el "campo energético" del cuerpo provocan enfermedades, y que al reequilibrar el campo energético del cuerpo se puede restaurar la salud. Algunas modalidades describen los tratamientos como liberar al cuerpo de energías negativas o bloqueos en la "mente"; Las enfermedades o los episodios de mala salud después de un tratamiento se denominan "liberación" o liberación de una "contracción" en el cuerpo-mente. Por lo general, el médico recomendará otros tratamientos para la curación completa.
El National Center for Complementary and Integrative Health (NCCIH) con sede en los EE. UU., distingue entre la atención médica que involucra energía científicamente observable, a la que llama "Medicina energética verdadera", y los métodos de atención médica que invocan "energías" físicamente indetectables o no verificables, a las que llama "Medicina energética putativa":
- Los tipos de "medicina energética verdadera" incluyen la magnetoterapia, la cromopuntura y la fototerapia. Las técnicas médicas que implican el uso de radiación electromagnética (por ejemplo, radioterapia o resonancia magnética) no se consideran "medicina energética" en los términos de la medicina alternativa.
- Los tipos de "medicina energética putativa" incluyen terapias curativas con energía de biocampo donde se afirma que las manos dirigen o modulan "energías" que se cree que efectúan la curación en el paciente;[31][verifica la fuente] esto incluye la curación espiritual y la sanación psíquica, toque terapéutico, tacto curativo, manos de la luz, la curación esotérica, mesmerismo (ahora un término histórico que no debe confundirse con la terapia magnética), Qigong, reiki, cristaloterapia, sanación a distancia, oración de intercesión y modalidades similares.[32][verifica la fuente][33] Conceptos como Qi (Chi), Prana, Inteligencia Innata, Mana, Pneuma, vitalismo, fuerza ódica y orgón se encuentran entre los muchos términos que se han utilizado para describir estos campos de energía putativos.[32] Esta categoría no incluye acupuntura, medicina ayurvédica, quiropráctica y otras modalidades en las que se utiliza una intervención física para manipular una energía putativa.

La terapia de polaridad fundada por Randolph Stone es un tipo de medicina energética basada en la creencia de que la salud de una persona está sujeta a cargas positivas y negativas en su campo electromagnético. Se ha promocionado como capaz de curar una serie de dolencias humanas que van desde la tensión muscular hasta el cáncer; sin embargo, según la American Cancer Society "la evidencia científica disponible no respalda las afirmaciones de que la terapia de polaridad sea eficaz para tratar el cáncer o cualquier otra enfermedad".

## Creencias

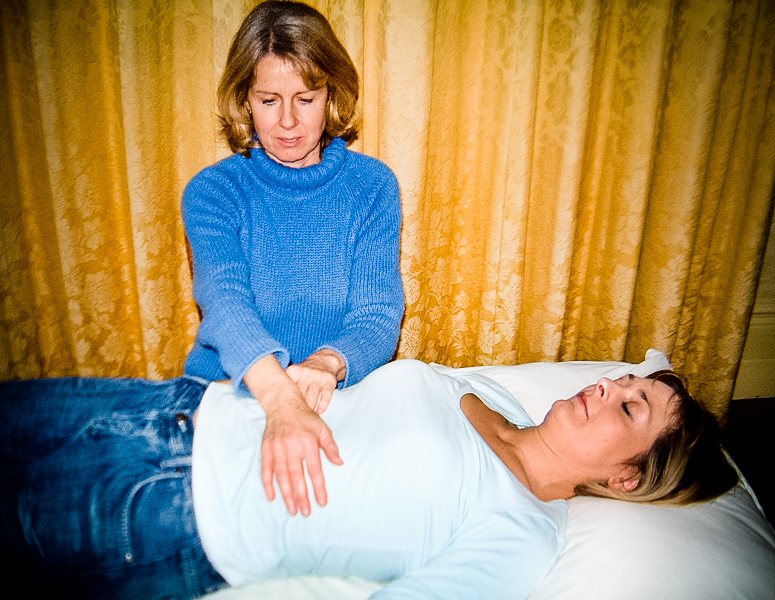
Una practicante de Reiki.

Hay varias escuelas de sanación energética, que incluyen sanación energética de biocampo, sanación espiritual, sanación por contacto, sanación a distancia, sanación pránica, toque terapéutico, Reiki, y Qigong entre otras.
Las técnicas de sanación energética como el toque terapéutico han encontrado reconocimiento en la profesión de enfermería. En 2005–2006, la Asociación de Diagnóstico de Enfermería de América del Norte aprobó el diagnóstico de " alteración del campo energético " en pacientes, lo que refleja lo que se ha llamado de diversas maneras un enfoque " posmoderno " o "anticientífico" de la atención de enfermería. Este enfoque ha sido fuertemente criticado.
Los creyentes en estas técnicas han propuesto invocaciones místicas cuánticas de la no localidad para tratar de explicar la curación a distancia. También han propuesto que los curanderos actúen como un canal que transmite una especie de bioelectromagnetismo que comparte similitudes con pseudociencias vitalistas como el orgón o el qi. Drew Leder comentó en un artículo en el Journal of Alternative and Complementary Medicine que tales ideas eran intentos de "dar sentido, interpretar y explorar 'psi' y la curación a distancia". y que "tales modelos basados en la física no se presentan como explicativos sino más bien como sugerentes". Beverly Rubik, en un artículo de la misma revista, justificó su creencia con referencias a la teoría de sistemas biofísicos, bioelectromagnetismo y teoría del caos que le proporcionan una "... base científica para el biocampo..." Escribiendo en el Journal of Bodywork and Movement Therapies, James Oschman introdujo el concepto de campos electromagnéticos de origen sanador que cambian de frecuencia. Oschman cree que la "energía curativa" se deriva de las frecuencias electromagnéticas generadas por un dispositivo médico, proyectadas por las manos del curandero o por electrones que actúan como antioxidantes.
Los físicos y los escépticos critican estas explicaciones como pseudofísica, una rama de la pseudociencia que explica el pensamiento mágico utilizando jerga irrelevante de la física moderna para explotar el analfabetismo científico e impresionar a los poco sofisticados. De hecho, incluso los partidarios entusiastas de la curación energética dicen que "sólo hay bases teóricas muy tenues que subyacen a la curación [espiritual]".

## Investigaciones científicas

### Curación a distancia
Una revisión sistemática de 23 ensayos de curación a distancia publicada en 2000 no sacó conclusiones definitivas debido a las limitaciones metodológicas entre los estudios. En 2001, el autor principal de ese estudio, Edzard Ernst, publicó un manual sobre terapias complementarias en la atención del cáncer en el que explicó que, aunque "aproximadamente la mitad de estos ensayos sugirieron que la curación es eficaz", dijo que la evidencia era "altamente conflictivos "y que" las deficiencias metodológicas impidieron conclusiones firmes ". Concluyó que "mientras no se utilice como una alternativa a las terapias efectivas, la curación espiritual debería estar prácticamente desprovista de riesgos".  Un ensayo clínico aleatorizado de 2001 realizado por el mismo grupo no encontró diferencias estadísticamente significativas en el dolor crónico entre los curanderos a distancia y los "curanderos simulados". Una revisión de 2003 de Ernst que actualizó trabajos anteriores concluyó que el peso de las pruebas se había desplazado en contra del uso de la curación a distancia y que puede estar asociado con efectos adversos".

### Sanación de contacto
Un ensayo clínico aleatorizado de 2001 asignó al azar a 120 pacientes con dolor crónico a curanderos o "curanderos simulados", pero no pudo demostrar eficacia para la curación a distancia o cara a cara. Una revisión sistemática en 2008 concluyó que la evidencia de un efecto específico de la curación espiritual en el alivio del dolor neuropático o neurálgico no era convincente. En su libro de 2008 Trick or Treatment, Simon Singh y Edzard Ernst concluyeron que "la curación espiritual es biológicamente inverosímil y sus efectos dependen de una respuesta placebo en pacientes con enfermedades graves que requieren medicina convencional urgente."

### Base de pruebas
El investigador de medicina alternativa Edzard Ernst ha dicho que aunque una revisión inicial de los ensayos de curación a distancia anteriores a 1999 había destacado que el 57% de los ensayos mostraban resultados positivos, revisiones posteriores de ensayos clínicos no aleatorizados y aleatorizados realizados entre 2000 y 2000. 2002 llevó a la conclusión de que "la mayoría de los ensayos rigurosos no apoyan la hipótesis de que la curación a distancia tiene efectos terapéuticos específicos". Ernst describió la base de evidencia para las prácticas curativas como "cada vez más negativa". Muchas de las revisiones también estaban bajo sospecha de datos falsificados, falta de transparencia y mala conducta científica. Concluyó que "[s] la curación espiritual continúa siendo promovida a pesar de la ausencia de plausibilidad biológica o evidencia clínica convincente... que estos métodos funcionan terapéuticamente y lo suficiente como para demostrar que no lo hacen". Un estudio de 2014 de curación energética para pacientes con cáncer colorrectal no mostró ninguna mejora en la calidad de vida, los síntomas depresivos, el estado de ánimo o la calidad del sueño.

## Explicaciones de informes positivos
Hay varias explicaciones, principalmente psicológicas, para los informes positivos después de la terapia energética, incluidos los efectos placebo, la remisión espontánea y la disonancia cognitiva. Una revisión de 2009 encontró que los "pequeños éxitos" reportados para dos terapias comercializadas colectivamente como "psicología energética" (técnica de liberación emocional y técnica de acupresión Tapas) "son potencialmente atribuibles a técnicas cognitivas y conductuales bien conocidas que se incluyen con la manipulación de la energía. " El informe concluyó que "[p] sicólogos e investigadores deben tener cuidado con el uso de tales técnicas y hacer esfuerzos para informar al público sobre los efectos nocivos de las terapias que anuncian afirmaciones milagrosas".
Existen principalmente dos explicaciones para las anécdotas de curas o mejoras, que alivian cualquier necesidad de apelar a lo sobrenatural. El primero es post hoc ergo propter hoc, lo que significa que se puede haber experimentado una mejora genuina o una remisión espontánea de manera coincidente pero independiente de cualquier cosa que el sanador o el paciente hicieran o dijeran. Estos pacientes habrían mejorado igual de bien incluso si no hubieran hecho nada. El segundo es el efecto placebo, a través del cual una persona puede experimentar un alivio genuino del dolor y otro alivio sintomático. En este caso, el curandero ha ayudado genuinamente al paciente, no a través de ninguna función misteriosa o numinosa, sino por el poder de su propia creencia de que sería curado. En ambos casos, el paciente puede experimentar una reducción real de los síntomas, aunque en ninguno de los casos ha ocurrido algo milagroso o inexplicable. Ambos casos, se limitan estrictamente a las capacidades naturales del cuerpo.
Los resultados positivos de los estudios de investigación pueden también resultar de tales mecanismos psicológicos, o como resultado de la predisposición del experimentador , defectos metodológicos como la falta de doble ciego, o el sesgo de publicación; las revisiones positivas de la literatura científica pueden mostrar un sesgo de selección, ya que omiten estudios clave que no están de acuerdo con la posición del autor. Todos estos factores deben tenerse en cuenta al evaluar las reclamaciones.

## Terapia de biorresonancia
La terapia de biorresonancia (incluida la terapia MORA) es una práctica médica pseudocientífica en la que se propone que las ondas electromagnéticas se pueden utilizar para diagnosticar y tratar enfermedades humanas.

### Historia y método
La terapia de biorresonancia fue inventada (en Alemania) en 1977 por Franz Morell y su yerno, el ingeniero Erich Rasche. Inicialmente lo comercializaron como "MORA-Therapie", para MOrell y RAsche. Algunas de las máquinas contienen un circuito electrónico que mide la resistencia de la piel, similar al E-metro utilizado por la Cienciología, que los creadores de la biorresonancia buscaron mejorar; Franz Morell tenía vínculos con Scientology.
Los médicos afirman poder detectar una variedad de enfermedades y adicciones. Algunos médicos también afirman que pueden tratar enfermedades usando esta terapia sin medicamentos, estimulando un cambio de "biorresonancia" en las células y revirtiendo el cambio causado por la enfermedad. Los dispositivos deberían poder aislar e identificar las respuestas de los patógenos a partir de la mezcla de respuestas que recibe el dispositivo a través de los electrodos. Los médicos afirman que la transmisión de estas señales transformadas a través de los mismos electrodos genera señales curativas que tienen el efecto curativo.

### Evaluación científica
A falta de una explicación científica de cómo podría funcionar la terapia de biorresonancia, los investigadores han clasificado la terapia de biorresonancia como pseudociencia. Algunos estudios no mostraron efectos superiores a los del efecto placebo. WebMD afirma: "No existe evidencia científica confiable de que la biorresonancia sea un indicador preciso de condiciones médicas o enfermedades o un tratamiento efectivo para cualquier condición"
Se han producido casos comprobados de fraude en línea, con un médico haciendo afirmaciones falsas de que tenía la capacidad de curar el cáncer y que sus clientes no necesitaban seguir la quimioterapia o la cirugía recomendada por los médicos, lo que puede salvarles la vida. Ben Goldacre ridiculizó a la BBC cuando informó como un hecho de la afirmación de una clínica de que el tratamiento tenía la capacidad de hacer dejar de fumar al 70% de los clientes, un resultado mejor que cualquier terapia convencional.
En Estados Unidos, la Administración de Medicamentos y Alimentos (FDA) clasifica los "dispositivos que utilizan medidas de resistencia para diagnosticar y tratar diversas enfermedades" como dispositivos de Clase III, que requieren la aprobación de la FDA antes de su comercialización. La FDA ha prohibido algunos de estos dispositivos en el mercado estadounidense, y ha procesado a muchos vendedores de dispositivos eléctricos por hacer afirmaciones falsas de beneficios para la salud.
Según Quackwatch, la terapia es completamente absurda y el mecanismo de acción propuesto es imposible.